# Ponce de León (Florida)
Ponce de León es una barriada ubicada en el condado de Holmes en el estado estadounidense de Florida. En el Censo de 2010 tenía una población de 598 habitantes y una densidad poblacional de 46,23 personas por km².

## Geografía
Ponce de León se encuentra ubicado en las coordenadas 30°43′20″N 85°56′6″O / 30.72222, -85.93500. Según la Oficina del Censo de los Estados Unidos, Ponce de León tiene una superficie total de 12.93 km², de la cual 12.83 km² corresponden a tierra firme y (0.78%) 0.1 km² es agua.

## Demografía
Según el censo de 2010, había 598 personas residiendo en Ponce de León. La densidad de población era de 46,23 hab./km². De los 598 habitantes, Ponce de León estaba compuesto por el 93.48% blancos, el 1.84% eran afroamericanos, el 1% eran amerindios, el 0.33% eran asiáticos, el 0.17% eran isleños del Pacífico, el 1% eran de otras razas y el 2.17% pertenecían a dos o más razas. Del total de la población el 3.01% eran hispanos o latinos de cualquier raza.